# Борский район (Самарская область)
Бо́рский райо́н — административно-территориальная единица (район) и муниципальное образование (муниципальный район) на востоке Самарской области России.
Административный центр — село Борское.

## География
Борский район расположен в восточной части Самарской области, в бассейне пересекающей его реки Самары. Площадь территории — 2103 км². Район граничит с Оренбургской областью. По территории района проходят региональные автомобильные трассы и железная дорога Самара - Оренбург.
По северной территории района несёт свои воды приток Большого Кинеля — река Кутулук, по центру и южнее — притоки Самары Таволжанка и Безымянка.

## Палеонтология
В отложениях Борского района, сформировавшихся в раннем триасовом периоде, обнаружены окаменелости темноспондильных амфибий, отнесённые к родам Samarabatrachus, Syrtosuchus, Qantas, Dromotectum, Benthosuchus, Tupilakosaurus, Selenocara, Angusaurus и Wetlugasaurus. Некоторые образцы из Борского района также могут принадлежать Axitectum и Thoosuchus, тоже из раннего триасового периода.

## История
У разъезда Немчанка найдены захоронения, относящиеся к мадьярскому кругу. Во время раскопок в Борском районе нашли перстень, который мог принадлежать видному мадьярскому воину или военачальнику. Археологи относят находку к IX веку.
До конца 17 века на землях Борского района кочевали ногайцы, которые совершали набеги на пограничные территории Русского государства. Под власть русских царей этот край перешёл в конце 17 века. В первой половине 18 века образовалось село Борское, как крепость Самарской линии. До революции район входил в Бузулукский уезд Самарской губернии.
Район образован 16 июля 1928 года в составе Бузулукского округа из бывшей волости; 8 октября 1928 года его включили в состав Самарского округа. Позже произошло разделение района на Алексеевский, Богатовский и Петровский. 30 июня 1960 года к Борскому району была присоединена часть территории упразднённого Петровского района.
В 1962 году Борский район был ликвидирован, а в 1965 году — снова восстановлен.

## Население
| 2002    | 2008    | 2010    | 2011    | 2012    | 2013    | 2014    | 2015    | 2016    |
| ------- | ------- | ------- | ------- | ------- | ------- | ------- | ------- | ------- |
| 24 743  | ↘24 685 | ↘24 433 | ↘24 359 | ↘24 275 | ↘24 267 | ↘24 076 | ↗24 108 | ↘24 095 |
| 2017    | 2018    | 2019    | 2020    | 2021    |         |         |         |         |
| ↘23 942 | ↘23 717 | ↘23 511 | ↘23 150 | ↘22 886 |         |         |         |         |

Население на 1 января 2024 года: 22 166.

## Территориально-муниципальное устройство
В муниципальный район Борский входят 13 муниципальных образований со статусом сельского поселения:
| №  | Муниципальное образование            | Административный центр | Количество населённых пунктов | Население | Площадь, км² |
| -- | ------------------------------------ | ---------------------- | ----------------------------- | --------- | ------------ |
| 1  | сельское поселение Большое Алдаркино | село Большое Алдаркино | 7                             | ↘524      |              |
| 2  | сельское поселение Борское           | село Борское           | 2                             | ↘8976     |              |
| 3  | сельское поселение Гвардейцы         | село Гвардейцы         | 4                             | ↘1400     |              |
| 4  | сельское поселение Долматовка        | село Долматовка        | 2                             | ↗918      |              |
| 5  | сельское поселение Заплавное         | село Заплавное         | 5                             | ↘1476     |              |
| 6  | сельское поселение Коноваловка       | село Коноваловка       | 4                             | ↘1140     |              |
| 7  | сельское поселение Новоборское       | посёлок Новоборский    | 1                             | ↗2355     |              |
| 8  | сельское поселение Новый Кутулук     | посёлок Новый Кутулук  | 7                             | ↗1230     |              |
| 9  | сельское поселение Петровка          | село Петровка          | 4                             | ↘1821     |              |
| 10 | сельское поселение Подгорное         | село Подгорное         | 5                             | ↘1005     |              |
| 11 | сельское поселение Подсолнечное      | село Подсолнечное      | 6                             | ↘989      |              |
| 12 | сельское поселение Таволжанка        | село Таволжанка        | 3                             | ↗714      |              |
| 13 | сельское поселение Усманка           | село Усманка           | 1                             | ↘338      |              |

## Населённые пункты
В Борском районе 51 населённый пункт
В сносках к названию населённого пункта указана муниципальная принадлежность

| Борское           | ↘8916 |
| Новоборский       | ↗2355 |
| Петровка          | ↘1088 |
| Коноваловка       | 939   |
| Заплавное         | 892   |
| Новый Кутулук     | 868   |
| Гвардейцы         | 778   |
| Языково           | 695   |
| Долматовка        | 638   |
| Алексеевка        | 632   |
| Усманка           | ↘338  |
| Подсолнечное      | 451   |
| Подгорное         | 445   |
| Ново-Геранькино   | 367   |
| Благодаровка      | 358   |
| Большое Алдаркино | 331   |
| Васильевка        | 313   |

| Соковнинка         | 308 |
| Старая Таволжанка  | 306 |
| Таволжанка         | 279 |
| Неприк             | 274 |
| Широченка          | 243 |
| Новая Покровка     | 239 |
| Коптяжево          | 232 |
| Покровка           | 232 |
| Соколовка          | 219 |
| Имени Клары Цеткин | 203 |
| Лесной             | 196 |
| Богдановка         | 173 |
| Гостевка           | 165 |
| Марьевка           | 114 |
| Березняки          | 91  |
| Немчанка           | 75  |
| Комсомольский      | 74  |

| Малое Алдаркино | 67  |
| Сосенка         | 59  |
| Мойка           | ↘58 |
| Захаровка       | 51  |
| Немчанка        | ↗60 |
| Красная Зорька  | 48  |
| Елховка         | 14  |
| Страхово        | 14  |
| Тростянка       | 13  |
| Прожектор       | 12  |
| Скипидарный     | 8   |
| Улёмский        | 8   |
| № 2             | 2   |
| Ласкаревка      | 2   |
| 1203 км         | 1   |
| 14 км           | 0   |
| Баженовка       | 0   |

## Здравоохранение
Борский район обслуживает ГБУЗ Самарской области «Борская центральная районная больница».

## Транспорт
- Автобус № 634 «Борское-Самара» / «Самара-Борское»
- Железнодорожное сообщение Южно-Уральской железной дороги

## Достопримечательности
- Гостевский шихан — памятник природы